# Bertram Forer
Bertram R. Forer (24 de octubre de 1914-6 de abril de 2000) fue un psicólogo estadounidense, conocido por describir el llamado efecto Forer, también denominado efecto de validación subjetiva. 
Nacido en Springfield, Massachusetts, se graduó en la Universidad de Massachusetts Amherst en 1936 y se doctoró en psicología clínica en la Universidad de California, Los Ángeles.
Sirvió como psicólogo y administrador en un hospital militar en Francia durante la Segunda Guerra Mundial. A su regreso trabajó en una clínica mental para veteranos de guerra en Los Ángeles, y estableció consulta privada en Malibu.
En sus estudios experimentales en 1948, entregó un test de personalidad a sus estudiantes. Una vez lo realizaron, lo recogió y, más tarde, entregó a cada estudiante los resultados como si se tratase de una evaluación personalizada, cuando en realidad entregó el mismo a todos ellos, copiado de una columna de astrología de un diario. Los estudiantes debían evaluar, en una escala del cero al cinco, cómo se aproximaba el resultado a su visión personal de sí mismos. El resultado promedio fue de 4,26. El test de 1948 ha sido repetido en multitud de ocasiones desde entonces, y los resultados siempre se encuentran alrededor de 4,2.
El efecto Forer muestra que la gente tiene tendencia a aceptar descripciones generales de su personalidad sin darse cuenta de que la misma evaluación podría aplicarse a la mayoría de las personas.